# Кабаньяс-де-Саяго
Кабаньяс-де-Саяго (ісп. Cabañas de Sayago) — муніципалітет в Іспанії, у складі автономної спільноти Кастилія-і-Леон, у провінції Самора. Населення — 179 осіб (2010).
Муніципалітет розташований на відстані близько 200 км на північний захід від Мадрида, 19 км на південь від Самори.

## Демографія
Динаміка населення (INE ):

## Галерея зображень

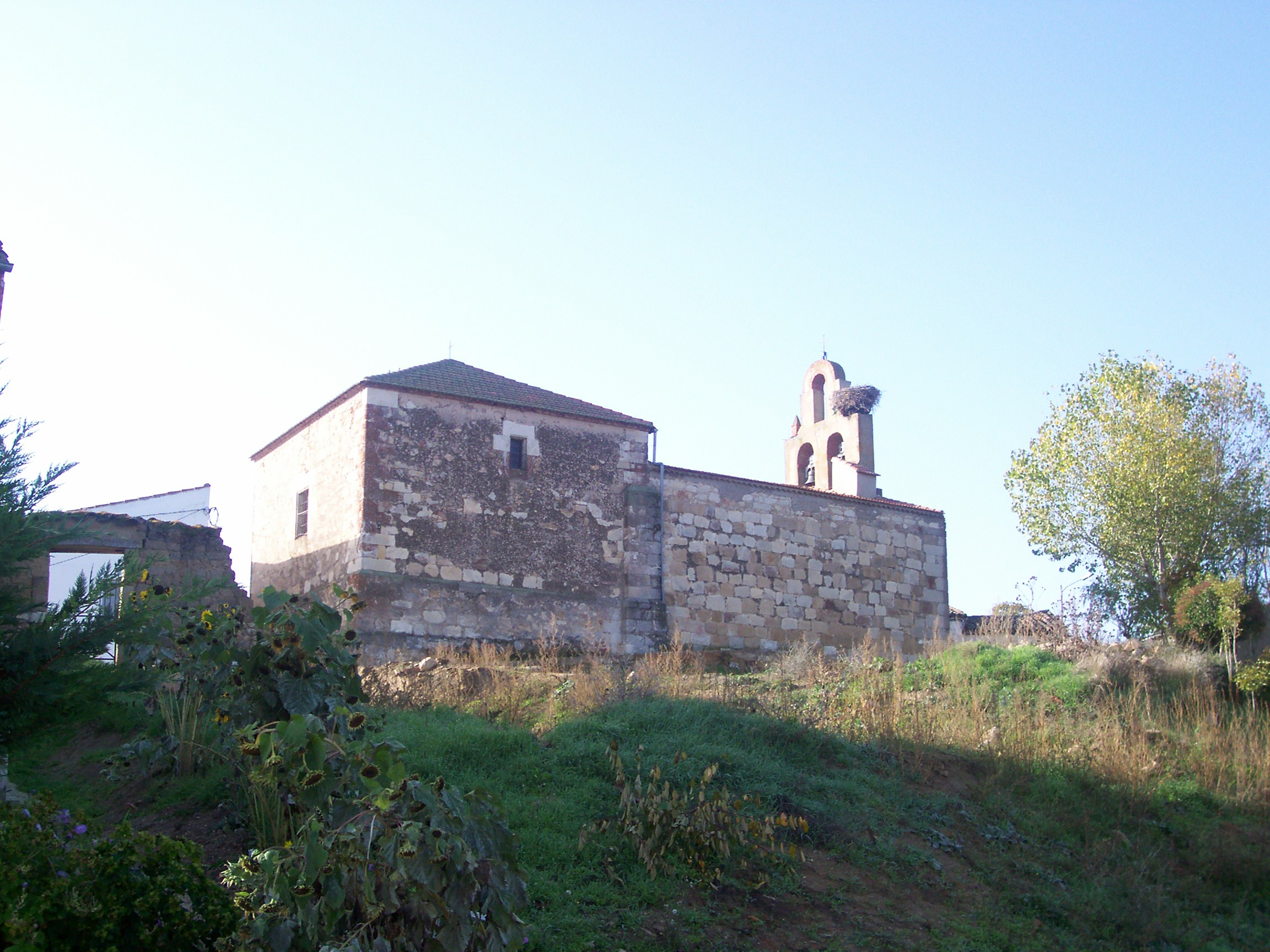
Церква у Кабаньясі